# Архітектурний рисунок
Архітекту́рний рису́нок — мистецтво та дійство, здатне дозволити матеріальними засобами конфлікт людини і довкілля.
Архітектурний проєкт — різноманітний і складний процес, де глибоко всередині наявної середової ситуації лежить органічне та природне вирішення.

## Архітектурний рисунок (техніка)
Рисунок від руки в процесі та з метою розроблення будь-якого архітектурно-проєктного завдання (начерки, ескізи, кроки тощо) необхідно відрізняти від «рисунка архітектора» в будь-якій графіці, де архітектура може бути предметом зображення. В обох випадках архітектурній графіці притаманний високий ступінь стилізації.
Під стилізацією розуміють узагальнення, деяке спрощення зображень предметів, позбавлення їх другорядних, неістотних деталей з одночасним пошуком і виділенням графічними засобами головних ознак, суті, глибинних зв'язків, характеру зображуваного. У графічній стилізації відбувається пошук єдиного естетичного ключа, спільного знаменника. Стилізація полегшує і водночас підсилює сприйняття образу предметів.

### Лінійний рисунок
Використання лінії як основного засобу зображення вже вносить в графічну мову певну умовність, адже лінії в природі практично не існує, а в графічному зображенні нею позначено злам форми, границю світла і тіні, контур предметів тощо. Лінійний рисунок дрібного рельєфу, фактури чи текстури поверхонь — за рахунок ритміки повторень — мимоволі надає зображенню характер, близький до візерунка. Цим пояснюється естетичний потенціал такого графічного матеріалу: орнамент не байдужий сучасникам, як і далеким пращурам. Він є яскравий прикладом стилізації. Проявом її вищого ступеня є звертання до абстрагованих, віддалених від прототипу геометризованих форм.

### Архітектурні начерки
Виконуються в олівцевій графіці, вугіллям, фломастером, сепією чи сангіною, тушшю і пером, рапідографом, лайнером тощо. Дуже зручно в процесі пошуку архітектурної ідеї використовувати олівцеву кальку. Накладання кальки на кальку дає можливість, використовуючи попередній ескіз, розвинути його найкращі сторони, а також повернутися до будь-якого етапу проєктування для пошуку в новому напрямку.

### Демонстраційні креслення
Виконуються переважно в туші з дальшим тонуванням аквареллю чи тушшю, олівцями, так само у лінійно-штриховій техніці (використання криючих фарб — гуаші, темпери, акрилових красок та інш. — трудомістке й потребує великої майстерності). Тонування виконується різними прийомами: традиційною відмивкою, аерографом, тушовкою олівця, сангіни тощо. Лінійно-штриховою технікою (перо, туш, рапідограф) можна надавати об'ємно-просторову характеристику архітектурних форм, фактуру за допомогою штрихів різної форми і довжини, крапок тощо. Рівномірний штрих надає зображенню площинного характеру, нерівномірний — просторового (за рахунок оптичних ефектів).